# Mad Pocket
Mad Pocket, pocketserie som startades av Williams förlag 1962 och gavs ut parallellt med huvudtidningen Svenska Mad. När tidningen bytt utgivare till Semic Press och Atlantic Förlags har pocketserien gjort detsamma. Totalt gavs 94 pocketböcker ut fram till 1998.

## Utgivning
1. "Mera MAD", Williams Förlag 1962
2. "Ännu mera MAD", Williams Förlag 1963
3. "Ytterligare MAD", Williams Förlag 1964
4. "MAD, alltså!", Williams Förlag 1965
5. "Don Martin tar en tripp!" av Don Martin, Williams Förlag 1965
6. "Don Martin studsar tillbaka!" av Don Martin, Williams Förlag 1966
7. "MAD släpper loss X & Y" av Antonio Prohias, Williams Förlag 1966
8. "En liten MAD", Williams Förlag 1966
9. "MAD tar en titt på Sverige", Williams Förlag 1966
10. "Don Martin snubblar vidare" av Don Martin, Williams Förlag 1966
11. "Bröderna MAD", Williams Förlag 1967
12. "Don Martin kör hårt!" av Don Martin, Williams Förlag 1967
13. "MAD bjuder på Knäpplappen" av Don Martin m.fl., Williams Förlag 1967
14. "Dave Berg tar en titt på folk" av Dave Berg, Williams Förlag 1967
15. "Voodoo MAD", Williams Förlag 1967
16. "MAD går på bio", Williams Förlag 1967
17. "X & Y del 2" av Antonio Prohias, Williams Förlag 1968
18. "Leve MAD!", Williams Förlag 1968
19. "Dave Berg tar en titt på saker" av Dave Berg, Williams Förlag 1968
20. "Al Jaffee spottar ut avsnoppande svar på dumma frågor" av Al Jaffee, Williams Förlag 1968
21. "Don Martin i kubik" av Don Martin, Williams Förlag 1968
22. "MAD nyper till", Williams Förlag 1969
23. "MAD liksom", Williams Förlag 1969
24. "Don Martin soppar till det" av Don Martin, Williams Förlag 1969
25. "Typiskt MAD", Williams Förlag 1969
26. "Dave Berg tar en titt på våra tokiga tankar" av Dave Berg, Williams Förlag 1970
27. "MADs magiska bok", Williams Förlag 1970
28. "MAD till tusen" av Sergio Aragonés, Williams Förlag 1970
29. "Sjung med MAD" av Frank Jacobs och Al Jaffee, Williams Förlag 1970
30. "Don Martin gör succé" av Don Martin, Williams Förlag 1971
31. "Dave Berg tar en titt på vår sjuka värld" av Dave Berg, Williams Förlag 1971
32. "Mera avsnoppande svar på dumma frågor" av Al Jaffee, Williams Förlag 1972
33. "Den tredje dossiern med X & Y" av Antonio Prohias, Williams Förlag 1972
34. "MAD ser gamla reprisfilmer" av Dick DeBartolo och Jack Davis, Williams Förlag 1972
35. "MAD nonsens i annonsen" av Dick DeBartolo och Bob Clarke, Williams Förlag 1973
36. "MAD-tavlor", Williams Förlag 1973
37. "Med MAD orden runt", Williams Förlag 1973
38. "MADs läsebok från vaggan till graven", Williams Förlag 1973
39. "Don Martin knasar på" av Don Martin, Williams Förlag 1973
40. "Dave Berg ser på hur vi lever" av Dave Berg, Williams Förlag 1974
41. "MADs monsterjournal", Williams Förlag 1974
42. "Lita på MAD!", Williams Förlag 1974
43. "MAD ser på TV" av Dick DeBartolo och Angelo Torres, Williams Förlag 1974
44. "MADs talande frimärken" av Frank Jacobs, Williams Förlag 1975
45. "Den fjärde samlingen hemliga akter om X & Y" av Antonio Prohias, Williams Förlag 1975
46. "MADs pysselbitar", Williams Förlag 1975
47. "Don Martin går för långt" av Don Martin, Williams Förlag 1975
48. "MAD med tryck!", Williams Förlag 1975
49. "Don Martin slår sig fram" av Don Martin, Semic Press 1978
50. "Ytterligare avsnoppande svar på dumma frågor" av Al Jaffee, Semic Press 1978
51. "Oförbätterlige MAD" av Sergio Aragonés, Semic Press 1978
52. "MADs historiska bok" av Tom Koch och Angelo Torres, Semic Press 1979
53. "En MAD lärobok i hämnd" av Stan Hart och Paul Coker, Jr, Semic Press 1979
54. "Dave Berg fluktar omkring sig" av Dave Berg, Semic Press 1979
55. "Den femte rapporten från X & Y" av Antonio Prohias, Semic Press 1979
56. "Al Jaffee's MAD-uppfinningar" av Al Jaffee, Semic Press 1979
57. "MAD's yrkesrådgivare" av Stan Hart och Paul Coker, Jr, Semic Press 1980
58. "Don Martin gräver in sig" av Don Martin m.fl., Semic Press 1980
59. "Pang på MAD" av Sergio Aragonés, Semic Press 1980
60. "Bli en bättre MAD-människa" av Dick DeBartolo och Al Jaffee, Semic Press 1980
61. "MAD reser jorden runt" av Frank Jacobs och Paul Peter Porges, Semic Press 1980
62. "Dave Berg ser och hör och garvar" av Dave Berg, Semic Press 1980
63. "Milda makter! Inte ännu en bok med avsnoppande svar på dumma frågor" av Al Jaffee, Semic Press 1981
64. "Det låter om MAD" av Nick Meglin och George Woodbridge, Semic Press 1981
65. "MAD ger dig bekymmer" av Tom Koch och Bob Clarke, Semic Press 1981
66. "MAD möter kärleken" av Larry Siegel och Angelo Torres, Semic Press 1981
67. "MAD spanar på deckarna" av Lou Silverstone och Jack Rickard, Semic Press 1981
68. "MAD ser in i framtiden" av Lou Silverstone och Jack Rickard, Semic Press 1981
69. "Sergio Aragonés hattar vidare" av Sergio Aragonés, Semic Press 1981
70. "En MAD handbok i överlevnad" av Stan Hart och Paul Coker, Jr, Semic Press 1982
71. "MAD visar hur man inte gör" av Paul Peter Porges, Semic Press 1982
72. "Don Martin mal på" av Don Martin, Semic Press 1982
73. "MAD klubbar klassikerna" av Larry Siegel och Angelo Torres, Semic Press 1982
74. "MADs bisarra basar" av Don Edwing, Semic Press 1983
75. "Dave Berg kollar dig" av Dave Berg, Semic Press 1983
76. "Al Jaffee drämmer till" av Al Jaffee, Semic Press 1983
77. "Don Martin bjuder på knäpplappen igen" av Don Martin, Semic Press 1983
78. "MAD talar ut om sex, våld och matlagning" av Dick DeBartolo och Harry North, Semic Press 1984
79. "Den sjätte rapporten från X & Y" av Antonio Prohias, Semic Press 1985
80. "Avsnoppande svar på dumma frågor nr 5" av Al Jaffee, Semic Press 1985
81. "MAD Kräkboken" av Paul Coker, Jr, Semic Press 1985
82. "Dave Berg tar en flukt på grannarna" av Dave Berg, Semic Press 1985
83. "MADs råd för att bli en duktig hund", Semic Press 1986
84. "MAD menageri", Semic Press 1986
85. "MAD ger goda råd om föräldrar, lärare och andra fiender", Semic Press 1986
86. "MAD bjuder på hjärnretare, gåtor och andra dumheter" av Al Jaffee, Semic Press 1987
87. "MADs Tro't om du törs!" av Frank Jacobs och Bob Clarke, Semic Press 1987
88. "MADs karaktärsdanande årsbok" av Frank Jacobs och Bob Clarke, Semic Press 1987
89. "Don Martin hissar gomseglet" av Don Martin, Semic Press 1988
90. "MAD pantomimer" av Sergio Aragonés, Semic Press 1988
91. "MADs bisarra basar 2" av Don Edwing, Semic Press 1988
92. "Don Martin apar sig" av Don Martin, Semic Press 1988 (drogs in p.g.a. copyrightproblem - Don Martin hade slutat jobba för Mad Magazine)
93. "Al Jaffee kastar upp ännu fler avsnoppande svar på dumma frågor" av Al Jaffee, Atlantic Förlags 1998
94. "MAD kollar in pingviner" av Sergio Aragonés, Atlantic Förlags 1998

 Artikeln var, i den version den hade den 6 december 2005, helt eller delvis hämtad från Seriewikin (hos Seriefrämjandet): Mad Pocket